# 헌목대부인
헌목대부인 평씨(獻穆大夫人 平氏, 생몰년 미상)는 평준의 딸이자 태조의 제7비이다. 본관은 경주이다.

## 가족 관계
- 아버지 : 평준(平俊)
- 어머니 : 미상
- 남편 : 제1대 태조 신성대왕(太祖 神聖大王, 877~943 재위: 918~943)
  - 아들 : 수명태자(壽命太子)